# Syrphoctonus tauriscorum
Syrphoctonus tauriscorum är en stekelart som först beskrevs av Gabriel Strobl 1903.  Syrphoctonus tauriscorum ingår i släktet Syrphoctonus och familjen brokparasitsteklar. Inga underarter finns listade i Catalogue of Life.